# 4362 Carlisle
Carlisle (asteróide 4362) é um asteróide da cintura principal, a 2,0109302 UA. Possui uma excentricidade de 0,1016618 e um período orbital de 1 223,29 dias (3,35 anos).
Carlisle tem uma velocidade orbital média de 19,90738364 km/s e uma inclinação de 4,71911º.
Este asteróide foi descoberto em 1 de Agosto de 1978 por Perth Obs..